# Эмпория (Виргиния)
Эмпория  (англ. Emporia) — независимый город в штате Виргиния США. По данным переписи 2020 года, численность населения составляла 5766 человек.

## Население
| 2010 | 2010  | 2011  | 2012  | 2013  | 2015  | 2020  |
| ---- | ----- | ----- | ----- | ----- | ----- | ----- |
| 5927 | ↘5922 | ↘5770 | ↘5719 | ↘5588 | ↘5496 | ↗5766 |